# 28 de octubre
El 28 de octubre es el 301.º (tricentésimo primer) día del año —el 302.º (tricentésimo segundo) en los años bisiestos— en el calendario gregoriano. Quedan 64 días para finalizar el año.

## Acontecimientos
- 312: en la batalla del Puente Milvio, Constantino I el Grande derrota a Majencio en la lucha por el Imperio romano. Se convierte al cristianismo.

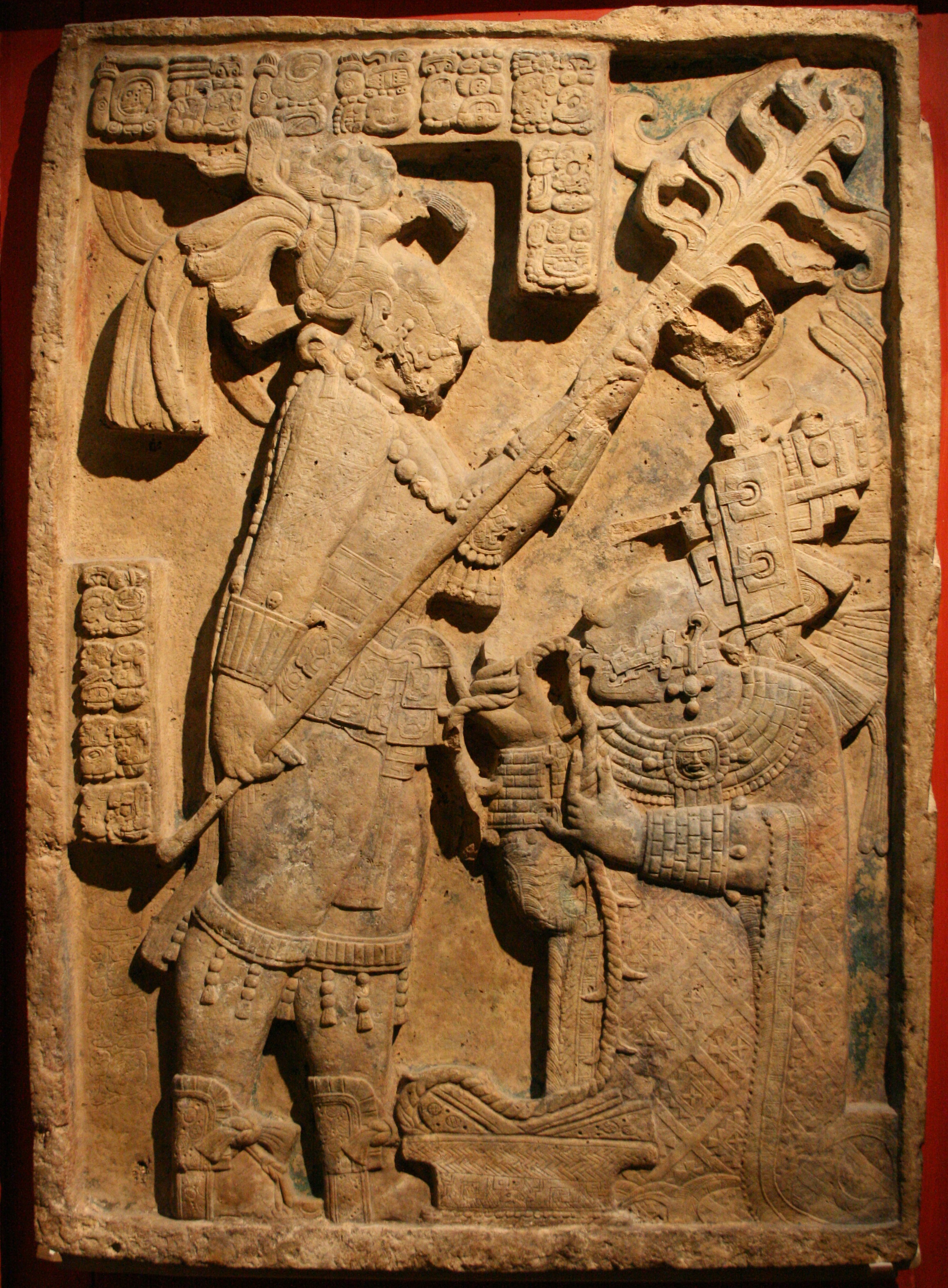
La dama Xok realiza una ceremonia de automutilación. Este dintel se encuentra en poder el Museo Británico (Londres).

- 709: en Yaxchilán (México) la dama Xok, esposa del rey Escudo Jaguar II se hace pasar una cuerda con púas de obsidiana a través de un agujero en la lengua.
- 1092: en la Taifa de Valencia (en la actual España), Al-Qadir muere asesinado por una revuelta encabezada por el cadí Ibn Yahhaf.
- 1483: en la actual España, Rodrigo Ponce de León reconquista definitivamente la villa de Zahara de la Sierra.
- 1492: en las islas Bahamas, el español Rodrigo de Jerez es el primer occidental que ve a los indios fumando tabaco y el primero en imitarlos.
- 1538: en la villa de Santo Domingo ―en la isla La Española, en medio del mar Caribe― se funda la Real y Pontificia Universidad de Santo Tomás de Aquino, la primera universidad de América.
- 1546: Pedro Guerrero es nombrado arzobispo de Granada.
- 1575: autoridades eclesiásticas de España autorizan el traslado del hermano Alonso Pérez H.C. a la Nueva España.
- 1707: en Houei (oeste de Japón), a las 14:00 (hora local) sucede un terremoto de magnitud 8,6 en la escala de magnitud de momento y un tsunami dejaron entre 5000 y 20 000 víctimas.[1] Fue el terremoto más intenso de la Historia de Japón hasta que sobrevino el del 11 de marzo de 2011.
- 1746: Lima, capital del Virreinato del Perú, es devastada por un terremoto de magnitud 9,0 en la escala de magnitud de momento, que deja un saldo de más de 5000 muertos. El puerto del Callao es completamente arrasado por el tsunami resultante, que deja otros 5000 muertos (solo sobreviven 250 personas). Se registran daños a lo largo de la costa del Pacífico sur sudamericano.

- 1848: en España se inaugura el primer ferrocarril que funcionó en territorio peninsular, la línea Barcelona-Mataró. El 19 de noviembre de 1837 se había inaugurado la línea entre La Habana y Bejucal, en la actual república de Cuba, entonces provincia de España.
- 1861: en Caracas (Venezuela), el presidente Manuel Felipe de Tovar funda el Colegio de Ingenieros de Venezuela.
- 1862: En Caimito de la Hanábana (provincia de Matanzas), el niño patriota cubano José Martí escribe su primera carta conocida, dirigida a su madre, Leonor Pérez, donde le narra los horrores de la cárcel en Matanzas, que conoció porque su padre, Mariano Martí fungía como juez de la región.
- 1873: en Cuba, Salvador Cisneros Betancourt ocupa el cargo de presidente de la República en Armas.
- 1875: en Caracas (Venezuela) se inaugura el Panteón Nacional.
- 1886: en Estados Unidos, el presidente Grover Cleveland inaugura la Estatua de la Libertad, regalada por Francia.
- 1892: en París (Francia), el precursor del cine Émile Reynaud estrena sus Pantomimas luminosas ―películas animadas mediante el sistema conocido como teatro óptico―. Este hecho se reconoce como el inicio de los dibujos animados.
- 1893: En la ciudad de Nueva York (Estados Unidos), el patriota cubano José Martí habla en la velada que ofrece la Sociedad Literaria Hispanoamericana en homenaje al general venezolano Simón Bolívar.
- 1895: En la aldea Vega de Pestán (Cuba), se despiden los hermanos Antonio y José Maceo, ambos militares independentistas cubanos. No volverán a verse, y José morirá en combate el 5 de julio de 1896.
- 1896: En la provincia de Camagüey las tropas de Calixto García ocupan el pueblo de Guáimaro.
- 1900: en Barcelona (España) se funda el Real Club Deportivo Espanyol.
- 1905: en aguas próximas a Finisterre (España) naufraga el acorazado español Cardenal Cisneros.
- 1918: se funda Checoslovaquia como uno de los estados sucesores del Imperio austrohúngaro.
- 1922: en Italia, se produce la Marcha sobre Roma de Benito Mussolini, dos días antes de ser nombrado primer ministro de Italia.
- 1930: en los Estados Unidos, Pablo Picasso gana el primer premio internacional de pintura Carnegie.
- 1938: en el marco de la guerra civil española, las Brigadas Internacionales se marchan de España.
- 1940: inicio de la Guerra Greco-Italiana con la entrada de Grecia en la Segunda Guerra Mundial.
- 1943: en el puerto de Filadelfia ―de acuerdo con un bulo creado en 1955 por el ufólogo estadounidense Morris K. Jessup (1900-1959)―, en esta fecha supuestamente se realizó la operación militar de teletransportación «Experimento Filadelfia».
- 1944: en La Coruña (España), se inaugura el Estadio Municipal de Riazor.
- 1951: en el sitio de pruebas nucleares de Nevada ―en el marco de la Operación Buster-Jangle (que expondrá de manera no voluntaria durante un mes a unos 6500 soldados de infantería a siete explosiones atómicas con propósitos de entrenamiento)―, Estados Unidos hace detonar la bomba atómica Baker, de 3,5 kilotones, dejándola caer desde un bombardero B-50.
- 1951: en Cataluña (España), el piloto argentino Juan Manuel Fangio gana su primer título mundial de Fórmula 1.
- 1956: en España se inauguran los servicios de Televisión Española, que al día siguiente comenzó a emitir sus programas de manera regular.
- 1958: en la Ciudad del Vaticano, el cardenal Ángelo Giuseppe Roncalli es elegido papa, y adopta el nombre de Juan XXIII.
- 1958: a 256 metros bajo tierra, en el área U12b.04 del Sitio de pruebas atómicas de Nevada (a unos 100 km al noroeste de la ciudad de Las Vegas), a las 16:00 (hora local) Estados Unidos detona su bomba atómica Evans, de 0,055 kilotones. Es la bomba n.º 189 de las 1132 que Estados Unidos detonó entre 1945 y 1992.
- 1958: En Suecia, Boris Pasternak obtiene el Premio Nobel de Literatura.
- 1958: la Unión Soviética le concede a Argentina un crédito (equivalente a 100 millones de dólares de aquella época, que equivalen a 835 millones de 2016)[2] para la compra de equipos petroleros soviéticos, a una tasa de interés del 2,5 % anual.
- 1959: En el estrecho de la Florida desaparece la avioneta Cessna que trasladaba desde Camagüey a La Habana (500 km) al comandante Camilo Cienfuegos.
- 1959: en México, un huracán categoría 5 provoca inundaciones en el estado de Colima, matando a 1800 personas en la región (Huracán de México de 1959). Desparecerá en el centro de México el 29 de octubre.
- 1962: En Washington (Estados Unidos), el presidente John F. Kennedy se compromete a dejar de intentar invadir Cuba, y la Unión Soviética retira los misiles atómicos instalados en Cuba. Finaliza la Crisis de los Misiles.
- 1962: a las 04:41 (hora local) en un cohete desde el sitio de pruebas de Semipalátinsk (a unos 150 km al oeste de la ciudad homónima) en Kazajistán, la Unión Soviética lanza una bomba atómica de 300 kilotones que explota a 150 km de altura sobre Karagandá, capital de la provincia homónima en el centro de Kazajistán. Es la prueba nuclear n.º 187 K4 de las 981 que la Unión Soviética detonó entre 1949 y 1991 que, medidas en kilotones, representan el 54,9% del total de pruebas nucleares realizadas en el mundo.
- 1970: en tres hoyos diferentes, a 118 metros bajo tierra, en el área U3h del Sitio de pruebas atómicas de Nevada (a unos 100 km al noroeste de la ciudad de Las Vegas), a las 6:30 (hora local) Estados Unidos detona sus bombas atómicas Truchas-Chacón (1), Truchas-Chamisal (2) y Truchas-Rodarte (3), de unos 8 kilotones cada una. Son las bombas n.º 709, 710 y 711 de las 1132 que Estados Unidos detonó entre 1945 y 1992.
- 1971: Reino Unido lanza el satélite Prospero X-3, a bordo de un cohete totalmente británico.
- 1972: Primer vuelo del primer avión bimotor de fuselaje ancho, realizado por el Airbus A300B
- 1974: a 404 metros bajo tierra, en el área U12n.09 del Sitio de pruebas atómicas de Nevada (a unos 100 km al noroeste de la ciudad de Las Vegas), a las 7:00 (hora local) Estados Unidos detona su bomba atómica n.º 831: Hybla Fair, de menos de 20 kilotones.
- 1975: en un túnel a 1265 metros bajo tierra, en el área U20z del Sitio de pruebas atómicas de Nevada (a unos 100 km al noroeste de la ciudad de Las Vegas), a las 6:30 (hora local) Estados Unidos detona su bomba atómica n.º 854 Kasseri, de 1000 kilotones.
- 1981: en los Estados Unidos, Lars Ulrich y James Hetfield forman la banda de thrash metal Metallica.
- 1982: en España, el PSOE gana las elecciones generales por mayoría absoluta.
- 1983: en Buenos Aires (Argentina), durante el cierre de campaña para las elecciones presidenciales, el candidato peronista Herminio Iglesias prende fuego a un ataúd con el nombre del candidato de la UCR (Raúl Alfonsín) y los colores de ese partido.
- 1988: Francia autoriza la píldora abortiva conocida como Mifepristone.
- 1993: Borís Yeltsin decreta la propiedad privada del suelo en Rusia.
- 1996: en Argentina se funda la productora de televisión Ideas del sur.
- 2001: Aeroflot, aerolínea rusa, cesa sus operaciones en el Aeropuerto Internacional Jorge Chávez, finalizando la conexión directa Lima-Moscú
- 2004: en Colombia, inicia sus operaciones RTVC Sistema de Medios Públicos.
- 2005: en Venezuela, el presidente Hugo Chávez declara al país «territorio libre de analfabetismo».
- 2005: México se convierte en el centésimo país que ratifica el estatuto de la Corte Penal Internacional.
- 2007: Cristina Fernández se convierte en la primera mujer electa presidenta de Argentina y la segunda en ejercer ese cargo.
- 2007: en la Ciudad del Vaticano, el papa Benedicto XVI beatifica a los religiosos españoles de la guerra civil española.
- 2007: en los estados mexicanos de Tabasco y Chiapas se producen fuertes inundaciones.
- 2011: en los Estados Unidos, la NASA lanza el satélite NPP con la misión de realizar observaciones climatológicas de la Tierra.
- 2011: en la ciudad de Ica (Perú), un terremoto de magnitud 6,7 en la escala sismológica de Richter deja al menos 1 muerto y 80 heridos.
- 2012: en la costa este de Estados Unidos, el huracán Sandy afecta a los estados de Virginia, Maryland, Pensilvania y Nueva York ocasionando inundaciones y devastación a su paso. Se calcula que las pérdidas ascendieron a 20 000 millones de dólares.
- 2020: se confirma el primer caso de COVID-19 en Islas Marshall.
- 2021: A nivel mundial el videojuego Roblox sufrió una de las caídas masivas más grandes de su historia, la cual se prolongó por 72 horas. A raíz de esto, se llegó a cerrar la plataforma por 48 horas, mostrando un banner de mantenimiento.
- 2023: Liga de Quito que después de 14 años, se consagra campeón por segunda vez de la Copa Sudamericana por penales 3-4 ante el Fortaleza Esporte Clube de Brasil.
- 2023: Es encontrado muerto a los 54 años de edad, el reconocido actor y escritor Matthew Perry, en el yacusi de su casa en Los Ángeles, Estados Unidos. Es reconocido a nivel mundial por haber interpretado a Chandler Bing en la serie Friends, siendo el primero del elenco principal de los 6 amigos en fallecer.
- 2024: se celebró la edición número 68 de la gala del Ballon d'OR de la famosa revista France Football, en donde Rodri se consagra ser de oro con el balón de oro masculino

## Nacimientos
- 1466: Erasmo de Róterdam, humanista, filósofo, filólogo y teólogo neerlandés (f. 1536).
- 1510: Francisco de Borja, religioso español (f. 1562).
- 1550: Estanislao Kostka, religioso polaco (f. 1568).
- 1667: Mariana de Neoburgo, aristócrata española, segunda esposa del rey Carlos II (f. 1740).
- 1784: José Tadeo Monagas, militar y político venezolano, presidente en tres ocasiones (f. 1868).
- 1769: Simón Rodríguez, filósofo y educador venezolano, tutor de Simón Bolívar (f. 1854).
- 1775: José de Palafox, militar español (f. 1847).
- 1779: Francisco Cea Bermúdez, político y diplomático español (f. 1850).
- 1794: Benjamin B. Wiffen, poeta e hispanista británico (f. 1867).
- 1812: Cirilo Villaverde, patriota y novelista cubano, autor de Cecilia Valdés (f. 1894).
- 1846: Auguste Escoffier, chef francés (f. 1935).
- 1854: Jean-Marie Guyau, filósofo y poeta anarquista francés (f. 1888).
- 1856: Cecilia Arizti, pianista, educadora musical y compositora cubana (f. 1930).
- 1857: Ary Renan, pintor simbolista, poeta, escritor y activista político francés (f. 1900).
- 1860: Jigoro Kano, educador y artista marcial japonés, creador del Judo (f. 1938)
- 1866: Ramón María del Valle-Inclán, escritor español (f. 1936).
- 1878: Conrado del Campo, compositor español (f. 1953).
- 1889: Francisco Martínez García, político español (f. 1936).
- 1890: Joaquín García-Hidalgo, periodista y político español (f. 1936).
- 1891: Giacomo Lercaro, cardenal y arzobispo italiano (f. 1976).
- 1892: Hernán Vera, actor mexicano (f. 1964).
- 1895: Viriato Fiallo, médico y político dominicano (f. 1983).
- 1896: Howard Hanson, compositor estadounidense (f. 1981)
- 1897: Edith Head, diseñadora estadounidense de moda (f. 1981).
- 1901: Walter Spalding, escritor, periodista, ensayista, genealogista y folclorista brasileño (f. 1976).
- 1902: Elsa Lanchester, actriz británica (f. 1986).
- 1902: Sebastián Juan Arbó, escritor español (f. 1984).
- 1903: Evelyn Waugh, novelista satírico británico (f. 1966).
- 1906: Xosé Filgueira, intelectual español (f. 1996).
- 1906: Luís Macía González, tenor colombiano (f. 2000).
- 1906: Ramón Rubial, político español (f. 1999).
- 1907: Miguel Caló, músico y compositor argentino (f. 1972).
- 1908: Arturo Frondizi, político y presidente argentino (f. 1995).
- 1909: Francis Bacon, pintor británico (f. 1992).
- 1910: Arturo Camacho Ramírez, poeta colombiano (f. 1982).
- 1910: Gabriel Alomar Esteve, arquitecto español (f. 1997).
- 1914: Jonas Salk, fisiólogo estadounidense (f. 1995).
- 1914: Richard L. M. Synge, bioquímico británico, Premio Nobel de Química en 1952 (f. 1994).
- 1914: Dody Goodman, actriz estadounidense (f. 2008).
- 1917: Honor Frost, arqueóloga subacuática (f. 2010).
- 1917: Manuel Molina Rodríguez, poeta español (f. 1990).
- 1919: Bernhard Wicki, cineasta austríaco (f. 2000).
- 1921: Chico O'Farrill, trompetista y director de orquesta cubano (f. 2001).
- 1922: Gershon Kingsley, compositor de origen alemán (f. 2019).
- 1924: Antonio Creus, piloto español de automovilismo (f. 1996).
- 1927: Cleo Laine, cantante inglesa (f. 2025).
- 1928: Ion Mihai Pacepa, ingeniero rumano (f. 2021).
- 1929: Joan Plowright, actriz británica.
- 1929: Marcel Bozzuffi, actor francés (f. 1988).
- 1929: Juan Gallardo Muñoz, escritor español (f. 2013).
- 1930: Bernie Ecclestone, empresario británico.
- 1930: Inocente Iznaga González, cantante cubano, el  «Jilguero de Cienfuegos» (f. 2012).
- 1931: Analía Gadé, actriz argentina (f. 2019).
- 1932: Suzy Parker, modelo y actriz estadounidense (f. 2003).
- 1933: Garrincha, futbolista brasileño (f. 1983).
- 1933: Charlie Daniels, músico estadounidense (f. 2020).
- 1933: Horst Antes, escultor alemán.
- 1933: Nino Castelnuovo, actor italiano (f. 2021).
- 1935: Bob Veale, beisbolista estadounidense (f. 2025).
- 1936: Juan Carlos Harriott, jugador de polo argentino (f. 2023).
- 1937: Lenny Wilkens, entrenador y exbaloncestista estadounidense.
- 1938: Oscar Barney Finn, cineasta argentino.
- 1938: Bernadette Lafont, actriz francesa (f. 2013).
- 1939: Jane Alexander, actriz estadounidense.
- 1941: Hank Marvin, guitarrista británico, de la banda The Shadows.
- 1941: Pacho O’Donnell, historiador, escritor y político argentino.
- 1941: Doris Wells, actriz, escritora y cineasta venezolana (f. 1988).
- 1943: Cornelia Froboess, cantante y actriz alemana.
- 1943: Charo López, actriz española.
- 1944: Michel Colucci, actor y humorista francés.
- 1944: Dennis Franz, actor estadounidense.
- 1949: Caitlyn Jenner, atleta y figura de la televisión estadounidense.
- 1952: Thomas Dinger, cantante y compositor alemán (f. 2002).
- 1952: Annie Potts, actriz estadounidense.
- 1955: Bill Gates, empresario estadounidense.
- 1956: Mahmud Ahmadineyad, ingeniero y político iraní, presidente de Irán entre 2005 y 2013.
- 1956: Dave Wyndorf, cantante estadounidense de Monster Magnet.
- 1956: Franky Vercauteren, futbolista belga.
- 1957: Florence Arthaud, navegadora francesa (f. 2015).
- 1957: Paco Ortega, músico y compositor español.
- 1957: Stephen Morris, músico británico, baterista de Joy Division y New Order.
- 1958: Concha García Campoy, periodista española (f. 2013).
- 1958: William Reid, músico escocés de The Jesus and Mary Chain.
- 1962: Daphne Zuniga, actriz estadounidense.
- 1962: Erik Thorstvedt, futbolista noruego.
- 1963: Lauren Holly, actriz estadounidense.
- 1963: Eros Ramazzotti, cantante italiano.
- 1964: Juan Darthés, actor brasileño.
- 1964: Romeu Zema, empresario brasileño, Gobernador de Minas Gerais desde 2019.
- 1965: Jami Gertz, actriz estadounidense.
- 1967: Kevin Macdonald, cineasta escocés.
- 1967: Julia Roberts, actriz estadounidense.
- 1967: John Romero, programador estadounidense de videojuegos.
- 1967: Aldo Chamochumbi, futbolista peruano, víctima de la Tragedia aérea del Club Alianza Lima (f. 1987).

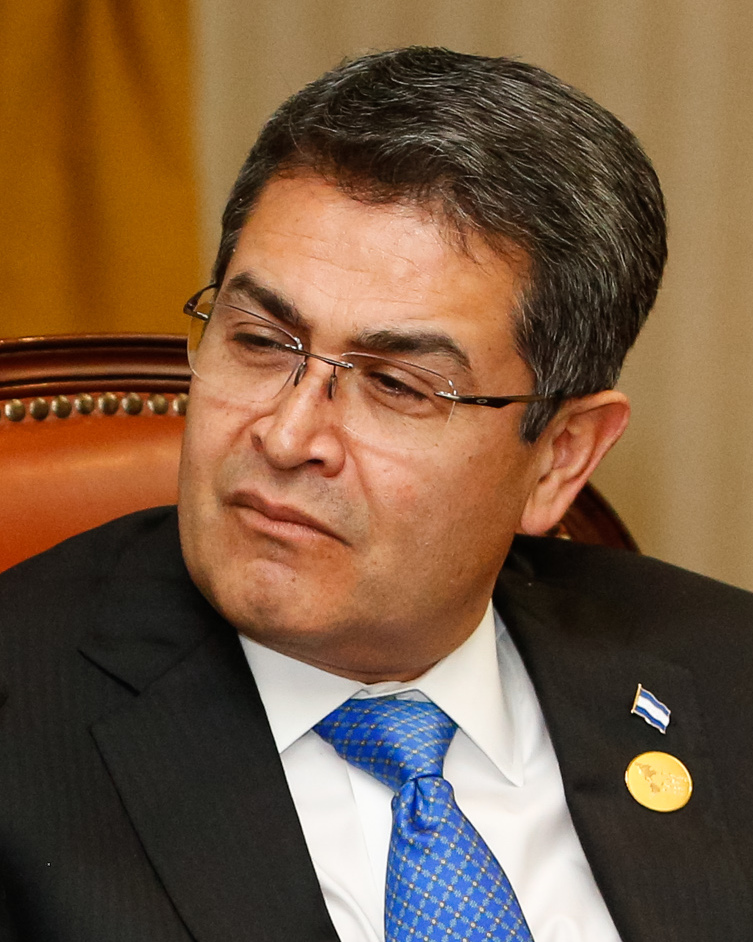
Juan Orlando Hernández

- 1968: Juan Orlando Hernández, abogado, expolítico y narcotraficante hondureño, presidente de Honduras entre 2014 y 2022.
- 1969: Ben Harper, músico estadounidense.
- 1972: Axel Kuschevatzky, crítico de cine y productor argentino.
- 1972: Brad Paisley, cantautor estadounidense.
- 1973: Alvin Burke (MVP), luchador estadounidense.
- 1973: Felipe Desagastizábal, futbolista argentino.
- 1974: Joaquin Phoenix, actor y músico estadounidense.
- 1974: Dejan Stefanović, futbolista serbio.
- 1974: Ina Teutenberg, ciclista alemana.
- 1976: Simone Loria, futbolista italiano.
- 1977: Emiliano Brancciari, músico argentino.
- 1978: Marta Etura, actriz española.
- 1978: Gwendoline Christie, actriz británica.
- 1979: Aki Hakala, baterista finlandés.
- 1979: Jawed Karim, ingeniero de software y empresario estadounidense, fundador de YouTube.
- 1980: Juan Pablo Espinosa, actor colombiano.
- 1980: Alan Smith, futbolista británico.
- 1980: Waleed Salem, futbolista emiratí.
- 1981: Dwayne Cameron, actor neozelandés.
- 1981: Milan Baroš, futbolista checo.
- 1982: Mai Kuraki, cantante japonesa.
- 1982: Matt Smith, actor británico.
- 1982: Hironori Saruta, futbolista japonés.
- 1983: Jarrett Jack, baloncestista estadounidense.
- 1983: Taras Mijálik, futbolista ucraniano.
- 1984: Obafemi Martins, futbolista nigeriano.
- 1985: Troian Bellisario, actriz, escritora, productora y directora estadounidense.
- 1985: Juanjo Expósito, futbolista español.
- 1986: Janne Müller-Wieland, jugadora de hockey sobre césped alemana.
- 1986: Mario Holek, futbolista checo.
- 1987: Frank Ocean, cantante, rapero y compositor estadounidense.
- 1987: Aaron Meijers, futbolista neerlandés.
- 1987: Mahmoud Khamees, futbolista emiratí.
- 1987: Francisco José Andrés Romero, futbolista español.
- 1988: Jamie xx, productor y compositor británico.
- 1988: Federico Moretti, futbolista italiano.Edd Gould

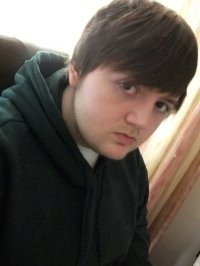
Edd Gould

- 1988: Edd Gould, animador británico (f. 2012).
- 1988: Devon Murray, actor irlandés.
- 1988: Gary McGhee, baloncestista estadounidense.
- 1989: Camille Muffat, nadadora francesa (f. 2015).
- 1989: Devin Ebanks, baloncestista estadounidense.
- 1990: Hannah Trigwell, cantautora británica.
- 1990: Youssef Msakni, futbolista tunecino.
- 1990: Abdulaziz Hatem, futbolista catarí.
- 1991: Lucy Bronze, futbolista inglesa.
- 1991: Devaughn Elliott, futbolista sancristobaleño.
- 1991: Misaki Uemura, futbolista japonés.
- 1991: Victor Campenaerts, ciclista belga.
- 1992: Hamdi Nagguez, futbolista tunecino.
- 1992: Dominez Burnett, baloncestista estadounidense.
- 1993: Enrico Crescenzi, futbolista italiano.
- 1993: Treveon Graham, baloncestista estadounidense.
- 1994: Giselle Bonilla, actriz estadounidense.
- 1994: Alejandro Catena Marugán, futbolista español.
- 1994: Robin Zentner, futbolista alemán.
- 1994: Aaron Harrison, baloncestista estadounidense.
- 1994: Andrew Harrison, baloncestista estadounidense.
- 1995: Isi Gómez Sánchez, futbolista español.
- 1995: Jae'Sean Tate, baloncestista estadounidense.
- 1996: Josh Hawley, baloncestista estadounidense.
- 1996: Laine MacNeil, actriz canadiense.
- 1997: Sierra McCormick, actriz estadounidense.
- 1997: Winwin, rapero, bailarín y modelo de la banda NCT.
- 1997: Tryggvi Hlinason, baloncestista islandés.
- 1997: So Fujitani, futbolista japonés.
- 1997: Moses Opondo, futbolista ugandés.
- 1997: Arnaldo Toro, baloncestista puertorriqueño.
- 1998: Mateusz Żyro, futbolista polaco.
- 1998: Nolan Gould, actor estadounidense.
- 1998: Francis Uzoho, futbolista nigeriano.
- 1998: Diego Conde, futbolista español.
- 1998: Marián Studenič, jugador de hockey sobre hielo eslovaco.
- 1999: Riko Yoshida, actriz japonesa.
- 2001: Xènia Pérez, futbolista española.
- 2002: Eric Puerto, futbolista español.
- 2005: Dimitri Jepihhin, futbolista estonio.
- 2006: Yanis Issoufou, futbolista francés.
- 2006: Robert Ramsak, futbolista alemán.

## Fallecimientos
- 1669: Agustín Moreto, dramaturgo español (n. 1618).
- 1703: John Wallis, matemático británico (n. 1616).
- 1704: John Locke, filósofo y médico británico (n. 1632).
- 1708: Jorge de Dinamarca, príncipe danés (n. 1653).
- 1709: Demetrio de Rostov, santo ruso (n. 1651).
- 1740: Ana I de Rusia, emperatriz rusa (n. 1693).
- 1755: Joseph Bodin de Boismortier, compositor francés (n. 1689).

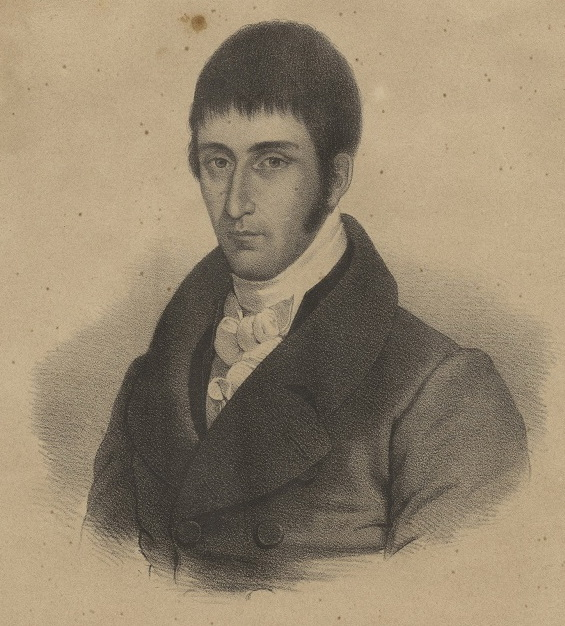
Francisco José de Caldas.

- 1816: Francisco José de Caldas, El Sabio, científico, naturalista y prócer colombiano (n. 1768).
- 1841: Francesco Morlacchi, compositor italiano (n. 1784).
- 1899: Ottmar Mergenthaler, inventor alemán (n. 1854).
- 1900: Max Müller, filólogo, mitólogo y orientalista alemán (n. 1823).
- 1904: Samuel Washington Woodhouse, cirujano y explorador estadounidense (n. 1821).
- 1916: Oswald Boelcke, piloto alemán (n. 1891).
- 1918: Inocencio Medina Vera, ilustrador español (n. 1876).
- 1931: Ricardo Rendón, fue un caricaturista colombiano, considerado uno de los más destacados del siglo XX en su nación. (n. 1894).
- 1938: Ramón Franco Bahamonde, aviador militar español (n. 1896).
- 1941: María Nesterenko, aviadora militar soviética (n. 1910)
- 1949: Ginette Neveu, violinista francesa (n. 1919).
- 1954: Enrique Flores Magón, revolucionario mexicano (n. 1877).
- 1959: Camilo Cienfuegos, revolucionario y político cubano (n. 1932).
- 1960: Margarita Abella Caprile, escritora y periodista argentina (n. 1901).
- 1970: Eduardo López-Chávarri, compositor español (n. 1871).
- 1972: Mitchell Leisen, cineasta estadounidense (n. 1898).
- 1975: Oliver Nelson, músico estadounidense de jazz (n. 1932).
- 1977: Miguel Mihura, escritor, dibujante y humorista español (n. 1905).
- 1983: Otto Messmer, animador estadounidense (n. 1892).
- 1987: André Masson, pintor francés (n. 1896).
- 1990: Gervasio, cantante uruguayo (n. 1948).
- 1998: Ted Hughes, escritor británico (n. 1930).
- 1999: Rafael Alberti, poeta español (n. 1902).
- 2001: Grigori Chujrái, director de cine soviético (n. 1921)
- 2005: Alberto Ormaetxea, futbolista español (n. 1939).
- 2005: Richard Smalley, químico estadounidense, premio nobel de química en 1996 (n. 1943).
- 2006: Red Auerbach, entrenador estadounidense de baloncesto (n. 1917).
- 2007: Eduardo Primo Yúfera, químico español (n. 1918).
- 2008: Ricardo Claro, empresario chileno (n. 1934).
- 2008: Dina Cocea, actriz rumana (n. 1912).
- 2009: Taylor Mitchell, cantante canadiense de folk (n. 1990).[3]
- 2010: Watts Humphrey, informático estadounidense (n. 1927).
- 2011: Juan María Bandrés, político y abogado español (n. 1932).
- 2011: Willy De Clercq, político belga (n. 1927).
- 2014: José Mari Manzanares, torero español (n. 1953).
- 2017: Jacques Sauvageot, anarquista francés (n. 1943).
- 2020: Alain Rey, lingüista y lexicógrafo francés (n. 1928).
- 2022: Jerry Lee Lewis, cantante, músico y compositor estadounidense (n. 1935).
- 2023: Matthew Perry, actor estadounidense (n. 1969).
- 2023: Franklin Cisneros, yudoca salvadoreño (n. 1983).

## Celebraciones
- Día Mundial de la Avena.

- Día Mundial de la Animación (Asociación Internacional de Films de Animación).[4]Se celebra en esta fecha desde 2003 en recuerdo de la primera proyección pública de Théâtre Optique (Teatro Óptico), de Émile Reynaud, antecedente de la cinematografía de animación, que tuvo lugar en el Museo Grévin de París el 28 de octubre de 1892.

- Día Mundial del Judo.[5](Federación Internacional de Judo).

Compartidas
- Naciones Unidas:
  - Semana del Desarme.

- Chipre y  Grecia: 
  - Día del No.

 Por países
(Por orden alfabético)
- Argentina:
  -     -  Buenos Aires: 
      - Aniversario de Leandro N. Alem.
Fundación: 28 de octubre de 1918 (106 años).[6][7]
      - Aniversario de Suipacha.
Fundación: 28 de octubre de 1864 (160 años).[8][7]

    -  Misiones: 
      -  Posadas: Aniversario del barrio Miguel Lanús,[9]donde también se encuentra la antigua Estación Miguel Lanús del Ferrocarril General Urquiza.
Fundación: 28 de octubre de 1904 (120 años).

- Indonesia: 
  - Día del Juramento de Compromiso de la Juventud o Hari Sumpah Pemuda.

- Japón:
  - Prefectura de Gifu: Día de Prevención de Desastres Terremotos de la Prefectura.

- Paraguay: 
  - Día Nacional de la Radio.

- República Checa: 
  - El Día de la Independencia del Estado Checoslovaco, celebra la independencia de Checoslovaquia de Austria-Hungría en 1918.

- Ucrania: 
  - Aniversario de la liberación de Ucrania de los nazis, celebrando la liberación de las tropas alemanas nazis del territorio de la actual Ucrania.

- Venezuela: 
  - Día del Ingeniero.
  - Día del Bibliotecario Escolar.

### Santoral católico

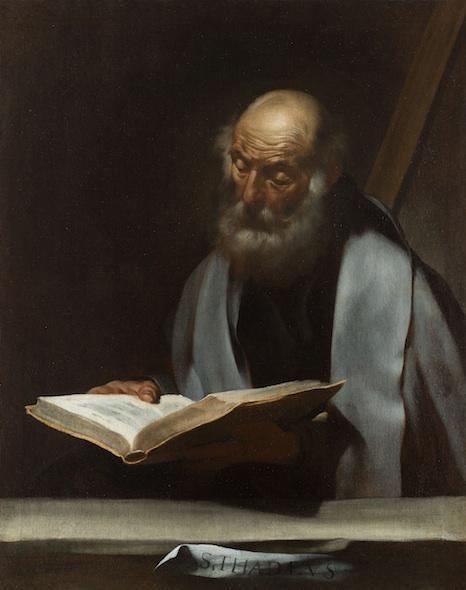
San Judas Tadeo (ca. 1609-1610), óleo sobre lienzo de José de Ribera.

- San Judas Tadeo (apóstol).[10]
- San Simón (apóstol).
- San Farón de Meaux.
- San Ferrucio de Maguncia.
- San Fidel de Como.
- San Germán de Annecy.
- San Ginés de Thiers.
- San Juan Dat.
- San Rodrigo Aguilar Alemán.
- San Salvio de Amiens.
- Beato José Ruiz Bruixola.
- Beato Salvador Enguix Garés.